# Torneo Bicentenario de Australia
El Torneo Bicentenario de Australia fue una competición amistosa de fútbol jugada por única vez en 1988.

## Historia
La competencia fue creada como parte de los festejos del bicentenario del descubrimiento de Australia. El torneo, fue de carácter amistoso, y se realizó en el año 1988. Además de  Australia, participaron Arabia Saudí, Argentina (que era la vigente campeona del mundo) y Brasil. Los partidos se llevaron a cabo entre los días 6 y 17 de julio de ese año. 
Brasil se coronó campeón, Australia subcampeón y Argentina tercero completaron el podio. El delantero brasileño Romário fue el máximo goleador con tres goles.

## Sistema de clasificación
Se utilizó el sistema de todos contra todos, y los dos primeros jugaron la final, mientras que los otros dos jugaron el partido por el tercer puesto.

## Resultados

### Posiciones
| Selección      | Pts. | PJ | PG | PE | PP | GF | GC | Dif. |
| -------------- | ---- | -- | -- | -- | -- | -- | -- | ---- |
| Brasil         | 5    | 3  | 2  | 1  | 0  | 5  | 1  | +4   |
| Australia      | 4    | 3  | 2  | 0  | 1  | 7  | 2  | +5   |
| Argentina      | 2    | 3  | 0  | 2  | 1  | 3  | 6  | –3   |
| Arabia Saudita | 1    | 3  | 0  | 1  | 2  | 3  | 9  | –6   |

#### Partidos
| 6 de julio de 1988 | Argentina            | 2:2 (1:1) | Arabia Saudita                 | Football Park, Adelaida                                  |                                                          |
|                    | Díaz 27', 50' (pen.) | Reporte   | 41' Abdullah · 61' (a.g.) Díaz | Asistencia: 9.664 espectadores Árbitro(s): Barry Harwood | Asistencia: 9.664 espectadores Árbitro(s): Barry Harwood |

| 7 de julio de 1988 | Australia | 0:1 (0:1) | Brasil      | Estadio Parque Olímpico, Melbourne                         |                                                            |
|                    |           | Reporte   | 31' Romario | Asistencia: 11.214 espectadores Árbitro(s): Richard Lorenc | Asistencia: 11.214 espectadores Árbitro(s): Richard Lorenc |

| 9 de julio de 1988 | Australia                        | 3:0 (2:0) | Arabia Saudita | Estadio Parramatta, Sidney                                  |                                                             |
|                    | Ollerenshaw 6' · Farina 42', 81' | Reporte   |                | Asistencia: 11.396 espectadores Árbitro(s): Bill Monteverde | Asistencia: 11.396 espectadores Árbitro(s): Bill Monteverde |

| 10 de julio de 1988 | Brasil | 0:0 (0:0) | Argentina | Estadio Parque Olímpico, Melbourne |                             |
|                     |        | Reporte   |           | Árbitro(s): Donald Campbell        | Árbitro(s): Donald Campbell |

| 13 de julio de 1988 | Brasil                                             | 4:1 (3:1) | Arabia Saudita | Estadio Parque Olímpico, Melbourne                         |                                                            |
|                     | Geovani 27' (pen.), 50' · Jorginho 28' · Edmar 40' | Reporte   | 30' Abdullah   | Asistencia: 3.200 espectadores Árbitro(s): Chris Bambridge | Asistencia: 3.200 espectadores Árbitro(s): Chris Bambridge |

| 14 de julio de 1988 | Australia                                         | 4:1 (2:1) | Argentina   | Estadio de Sídney, Sídney                              |                                                        |
|                     | Wade 2' · Yankos 42', 67' (pen.) · Bozinovski 80' | Reporte   | 31' Ruggeri | Asistencia: 18.985 espectadores Árbitro(s): Gary Power | Asistencia: 18.985 espectadores Árbitro(s): Gary Power |

### Definición tercer lugar
| 16 de julio de 1988 Copa de Oro Bicentenario de Australia | Argentina                 | 2:0 (2:0) | Arabia Saudita | Canberra Stadium, Canberra                               |                                                          |
|                                                           | Simeone 4' · Dertycia 23' | Reporte   |                | Asistencia: 2.729 espectadores Árbitro(s): Barry Harwood | Asistencia: 2.729 espectadores Árbitro(s): Barry Harwood |

### Final
| 17 de julio de 1988 Copa de Oro Bicentenario de Australia | Australia | 0:2 (0:0) | Brasil                   | Sidney Stadium, Sídney                                      |                                                             |
|                                                           |           | Reporte   | 56' Romario · 67' Müller | Asistencia: 28.161 espectadores Árbitro(s): Donald Campbell | Asistencia: 28.161 espectadores Árbitro(s): Donald Campbell |

|                            |
| Bandera de Brasil          |
| Campeón Brasil 1.er título |

## Podio
- Campeón:  Brasil
- Subcampeón:  Australia
- Tercer lugar:  Argentina
- Cuarto lugar:  Arabia Saudita

## Goleadores
|partidos=8|goles=22
| Jugador           | Selección      | Goles |
| ----------------- | -------------- | ----- |
| Charlie Yankos    | Australia      | 2     |
| Frank Farina      | Australia      | 2     |
| Hernán Díaz       | Argentina      | 2     |
| Romário           | Brasil         | 2     |
| Geovani           | Brasil         | 2     |
| Majed Abdullah    | Arabia Saudita | 2     |
| Paul Wade         | Australia      | 1     |
| Vlado Bozinovski  | Australia      | 1     |
| Scott Ollerenshaw | Australia      | 1     |
| Oscar Ruggeri     | Argentina      | 1     |
| Diego Simeone     | Argentina      | 1     |
| Oscar Dertycia    | Argentina      | 1     |
| Luis Müller       | Brasil         | 1     |
| Jorginho          | Brasil         | 1     |
| Edmar             | Brasil         | 1     |

#### Autogoles
| Jugador     | Selección | Goles | Rival                |
| ----------- | --------- | ----- | -------------------- |
| Hernán Díaz | Argentina | 1     | (vs. Arabia Saudita) |

## Curiosidades
El torneo tuvo dos nombres oficiales ambos en inglés:  Australia Bicentennial Gold Cup y Australia Bicentenary Gold Cup.